# Mount Starlight
Mount Starlight ist ein länglicher und 2150 m hoher Berg mit braungefärbten Felsvorsprüngen und steilen Hängen im ostantarktischen Mac-Robertson-Land. Er ragt am Westende der Athos Range in den Prince Charles Mountains auf.
Erstmals gesichtet wurde er im November 1955 von einer Mannschaft im Rahmen der Australian National Antarctic Research Expeditions (ANARE) unter der Leitung des australischen Polarforschers John Mayston Béchervaise (1910–1998). Namensgebend ist die sogenannte Operation Starlight, während derer bei dieser Forschungsreise Depots für weitere Arbeiten in diesem Gebiet angelegt wurden.